# Alferrarede
 (juillet 2018).
Si vous disposez d'ouvrages ou d'articles de référence ou si vous connaissez des sites web de qualité traitant du thème abordé ici, merci de compléter l'article en donnant les références utiles à sa vérifiabilité et en les liant à la section « Notes et références ».
Alferrarede était une commune portugaise dans la municipalité de Abrantes, avec 24,06 km2 et 3 884 habitants (2011).

## L'histoire
Elle a été le siège d'une commune disparue (regroupée) en 2013, dans le cadre d'une réforme administrative nationale, après avoir été réunie aux communes de São João et São Vicente formant une nouvelle commune appelée Union des Communes d'Abrantes (São Vicente e São João) e Alferrarede.
Situé à proximité du centre de la municipalité, Alferrarede est voisine de la municipalité de Sardoal au nord-est, et des villes de Mouriscas à l'est, Pego au sud-est, et le siège de la municipalité à l'ouest. Elle est riveraine du Tage (rive droite), séparation naturelle avec Pego.

## Patrimoine
- La fontaine São José
- Quinta do Bom sucesso , ou ferme de la Famille Almeida ou de la Ferme de la famille Almeida Barberino (partie). La classification comprend le manoir du XVIIe siècle, le parc et la Tour de la Marquise, aussi appelé château d'Alferrarede.
- Pont romain, près de la Quinta do Bom sucesso

## Promenade
En vous promenant dans les rues de Alferrarede est possible d'observer quelques maisons nobles, telles que le palais de la Marquise de Faial et son château, qui, bien que classé patrimoine national, reste un lieu privé. Le pont-barrage serait de construction romaine. 
À l'entrée de la localité, se trouve la fontaine Saint-Joseph. Plus loin, il faut voir la Source Chaude, dont l'eau, selon la croyance populaire, est fraîche en été et chaude en hiver, et enfin l'église de Notre-Dame du Rosaire datant de 1954. À Alferrarede Velha ("Vieux Alferrarede") on peut visiter l'église du Cœur Immaculé de Marie, construite en 1957, et, à Casais de Revelhos, l'église Saint-Jean-Baptiste, dont la construction date de 1848.

### Église Notre-Dame du Rosaire
L'église d'Alferrarede porte le nom de la sainte patronne de la localité, Notre-Dame du Rosaire. La fête dédiée à la patronne du village était, jusqu'à il y a quelques années, le premier et le deuxième week-end de septembre. On recueillait alors les fogaças ("offrandes") à travers les rues de la ville (dont le fameux fer à cheval) qui, après la bénédiction à la messe, étaient mises aux enchères.
Ces fêtes n'existent plus. Les seules festivités sporadiques liés à la paroisse sont les fêtes scoutes et les nuits de fado en faveur de la Jeunesse Mariale Vincentine d'Alferrarede.

## Lieux
Alferrarede est composé des hameaux suivants :
Alferrarede, Tapadão, Olho de Boi, Canaverde, Alferrarede Velha, Barca do Pego, Casal das Mansas, Marco et Casais de Revelhos

### Olho de Boi
Le hameau d'Olho de Boi à Alferrarede comprend une zone peu peuplée, mais dont le paysage change radicalement. Ici sont implantées différentes usines et autres industries, devenant ainsi la zone industrielle d'Abrantes.

Au sein de ce large éventail d'industries, il faut souligner RSA, spécialisée dans le recyclage de ferraille, ainsi que RECYtop, recyclage des matières plastiques (propres), parmi tant d'autres.
1. ↑  (pt) « S. Facundo e Vale das Mós aprovam desagregação da União de Freguesias », sur Jornal de Abrantes, 5 décembre 2022 (consulté le 1er avril 2025)